# Suroeste (periódico)
El Suroeste fue un periódico español publicado en la ciudad de Sevilla entre 1976 y 1983.

## Historia
El diario Suroeste surgió como un sucesor del desaparecido Sevilla, antiguo órgano oficial del «Movimiento» en la provincia de Sevilla. Su primer número vio la luz el 29 de junio de 1976. Nació como un gran proyecto auspiciado por el delegado de prensa y radio del Movimiento, Emilio Romero, que buscaba convertirlo en el gran periódico de referencia en la región andaluza —surgió bajo el lema Diario Regional de Andalucía—. Aunque originalmente perteneció a la Cadena de Prensa del Movimiento, en 1977 pasó a integrarse en el ente público Medios de Comunicación Social del Estado.
Sin embargo, el proyecto se quedó lejos de sus intenciones y no llegó a cuajar. Para el ejercicio 1978-1979 la difusión del Suroeste era de unos 3027 ejemplares, muy por detrás de sus principales competidores como ABC o El Correo de Andalucía. La situación no mejoró y en los siguientes años las cifras empeoraron considerablemente. Para 1982 su difusión era de sólo 1025 ejemplares diarios, y acumulaba unas pérdidas de más de ciento treinta y siete millones de pesetas. Esta situación insostenible llevó a su desaparición a comienzos de 1983. Su último número salió el 13 de febrero de 1983.

## Directores
Por la dirección del diario pasaron Manuel Benítez Salvatierra, Celestino Fernández Ortiz, Timoteo Esteban Vega, Félix Morales y Mariano Martín Benito.